# James Lequeux
Pour les articles homonymes, voir Lequeux.
James Lequeux, né en 1934, est un astronome de l'observatoire de Paris. 

## Biographie
Ancien élève de l'École normale supérieure, il a soutenu sa thèse de doctorat ès sciences, préparée sous la direction de Jean-François Denisse, en 1962. Il a dirigé la station de radioastronomie de Nançay, dont il conçoit un des instruments, puis l'observatoire de Marseille entre 1983 et 1988. Il a été pendant quinze ans rédacteur en chef de la revue européenne Astronomy & Astrophysics. Il est l'auteur d'une quarantaine d'ouvrages éducatifs et de vulgarisation portant sur l'histoire des sciences et plus particulièrement sur celle de l'astronomie. Il est le père du physicien François Lequeux.